# ماتسودایرا چیکائوجی
ماتسودایرا چیکائوجی (به ژاپنی: 松平親氏 Matsudaira Chikauji); ۱ ژانویهٔ ۱۴۰۰ – ۱۳۹۳) یک فئودال ژاپنی در دوره موروماچی که در ولایت میکاوا ارباب بود. او بنیانگذار خاندان ماتسودایرا و خاندان توکوگاوا بود که در شجره نامه این خاندان در دوره ادو به نام ماتسودایرا-شی یوایشوگاکی ثبت شده است.